# Нгодяяха
Нгодяяха (устар. Ноде-Яха) — река в России, протекает по территории Приуральского района Ямало-Ненецкого автономного округа. Устье реки находится на 560-м км по правому берегу реки Щучьей. Длина реки — 17 км.

## Данные водного реестра
По данным государственного водного реестра России относится к Нижнеобскому бассейновому округу, водохозяйственный участок реки — Обь от города Салехард и до устья, речной подбассейн реки — бассейны притоков Оби ниже впадения Северной Сосьвы. Речной бассейн реки — (Нижняя) Обь от впадения Иртыша.